# Leipziger Autoritarismus-Studie
Die Autoritarismus-Studie (bis 2016 Mitte-Studie genannt) von Forschern der Universität Leipzig ist eine repräsentative Erhebung zu autoritären und rechtsextremen Einstellungen in Deutschland. Sie wird seit 2002 alle zwei Jahre von einer Arbeitsgruppe der Universität Leipzig unter Leitung der Sozialpsychologen Elmar Brähler und Oliver Decker und Mitarbeit von Johannes Kiess durchgeführt. Von 2006 bis 2012 wurde sie in Zusammenarbeit mit der SPD-nahen Friedrich-Ebert-Stiftung als Teil deren Projekts „Gegen Rechtsextremismus“ (Forum Berlin) erstellt. Seit 2014 führen die Universität Leipzig und die Friedrich-Ebert-Stiftung jeweils eigene Mitte-Studien durch. Bei der Leipziger „Mitte“-Studie wurde eine Verschiebung des Fokus auf autoritäre Dynamiken durch die Aufnahme auch autoritärer Einstellungen anfänglich im Untertitel gekennzeichnet. Seit 2018 heißen sie nicht mehr Mitte-Studie, sondern Autoritarismus-Studie.
2016 wurde die Studie von der Grünen-nahen Heinrich-Böll-Stiftung, der Linken-nahen Rosa-Luxemburg-Stiftung und der gewerkschaftsnahen Otto-Brenner-Stiftung finanziert; die Studie Vom KZ zum Eigenheim – Bilder einer Mustersiedlung wurde von der Amadeu Antonio Stiftung und der Landeszentrale für politische Bildung Sachsen-Anhalt unterstützt.
Methoden und Ergebnisse der Autoritarismus-Studie der Universität Leipzig werden in der Extremismusforschung rezipiert.

## Theoretische Grundlagen
Die empirische Sozialforschung befasste sich seit der deutschen Wiedervereinigung 1990 verstärkt mit den Ursachen des Rechtsextremismus. Dabei konzentrierte sie sich auf manifestes rechtsextremes Verhalten, etwa Gewalttaten, weniger auf rechtsextreme Einstellungen und deren gesamtgesellschaftliche Entstehungsfaktoren. Die Mitte-Studien der Universität Leipzig wurden entwickelt, um diese Forschungslücke zu schließen und verschiedene theoretische Erklärungsmodelle empirisch zu prüfen. Dabei sehen die Initiatoren den Begriff „Extremismus“ kritisch, weil er rechte und linke „Extreme“ zu wenig unterscheide und zu stark von einer unbestimmten gesellschaftlichen „Mitte“ abgrenze. Sie behielten den Begriff „Rechtsextremismus“ aber für die darunter gefassten Einstellungsmuster bei, weil Begriffe wie „Fremdenfeindlichkeit“ nur Einzelaspekte erfassen oder wie „Autoritarismus“ nur eine einzelne Entstehungstheorie favorisieren. Sie nutzten das sprachliche Paradox eines „Extremismus der Mitte“, um den ideologischen Gehalt beider Begriffe sichtbar zu machen: Die von vielen Parteien und Politikern für sich beanspruchte „Mitte“ bezeichne keine soziale Lage, sondern der Ausdruck plädiere für Maß und Mäßigung und solle aufzeigen, „dass in dieser Gesellschaft jeder sein Los selbst in der Hand hat.“ Dass die „Mitte“ trotz dieser Funktion nicht dem Rechtsextremismus gegenübersteht, soll der gewählte Titel betonen. Die Autoren schließen ausdrücklich an die Kritische Theorie und deren „Studien über Autorität und Familie“ und über die „autoritäre Persönlichkeit“ an.

## Fragenkatalog
Bei den Representativerhebung im Rahmen der Leipziger Mitte-Studien kommt seit 2002 ein „Fragebogen zur rechtsextremen Einstellung“ zum Einsatz, der in mehreren Schritten entwickelt wurde. Im März 2001 trafen sich elf deutsche Experten der empirischen Sozialforschung, um unterschiedliche Messkonventionen zum Rechtsextremismus zu einer sogenannten Konsensdefinition zusammenzuführen: Elmar Brähler, Michael Edinger, Jürgen W. Falter, Andreas Hallermann, Joachim Kreis, Oskar Niedermayer, Karl Schmitt, Richard Stöss, Siegfried Schumann, Helmut Tausendteufel und Jürgen R. Winkler. Sie diskutierten zunächst die Komponenten, aus denen Rechtsextremismus besteht. Im Ergebnis formulierten sie eine Arbeitsdefinition:

„Der Rechtsextremismus ist ein Einstellungsmuster, dessen verbindendes Kennzeichen Ungleichwertigkeitsvorstellungen darstellen. Diese äußern sich im politischen Bereich in der Affinität zu diktatorischen Regierungsformen, chauvinistischen Einstellungen und einer Verharmlosung bzw. Rechtfertigung des Nationalsozialismus. Im sozialen Bereich sind sie gekennzeichnet durch antisemitische, fremdenfeindliche und sozialdarwinistische Einstellungen.“

Diese Definition enthält sechs miteinander zusammenhängende Komponenten („Dimensionen“):
- Befürwortung einer rechtsautoritären Diktatur,
- Chauvinismus,
- Ausländerfeindlichkeit,
- Antisemitismus,
- Sozialdarwinismus,
- Verharmlosung des Nationalsozialismus.

Ob diese Komponenten durch eine gemeinsame Hintergrundvariable oder gemeinsame Schnittmengen verbunden sind, wurde nicht restlos geklärt. Konsens war, dass sich Rechtsextremismus wie Linksextremismus gegen den demokratischen Verfassungsstaat richtet, aber darüber hinaus eine spezielle Dimension hat, nämlich die Befürwortung einer rechtsgerichteten Diktatur. Autoritarismus als solchen sahen die Wissenschaftler eher als unabhängige Variable. Sie diskutierten auch den Stellenwert des Antisemitismus im Rechtsextremismus und wählten den Begriff des Chauvinismus, um spezifisch rechtsextremen von demokratischem Nationalismus und Patriotismus zu unterscheiden. Sie verwarfen weitere Komponenten wie Law and Order, Freund-Feind-Denken, Antipluralismus, völkischen Kollektivismus und Gewaltbereitschaft als zu unspezifisch.
Als zweiten Schritt einigten sich die Experten auf einen Katalog von 30 Testfragen („Items“), je fünf pro Dimension. Diese sollten mit einer ersten Umfrage erprobt und dann auf zwei bis drei trennscharfe Items reduziert werden. Unklar war, ob man Demokratiefeindschaft mit denselben Items für Rechts- und Linksextremismus messen und die Ergebnisse dann in die Rechtsextremismusskala einbeziehen könne. Man einigte sich pragmatisch, nur eine spezifisch rechtsextreme Diktaturunterstützung zu messen und diese Komponente in die Gesamtmessung einzubeziehen.
Folgende 18 Fragen erwiesen sich in der ersten Studie 2002 als besonders trennscharf und wurden deshalb beibehalten:
Befürwortung einer rechtsautoritären Diktatur
1. Im nationalen Interesse ist unter bestimmten Umständen eine Diktatur die bessere Staatsform.
2. Wir sollten einen Führer haben, der Deutschland zum Wohle aller mit starker Hand regiert.
3. Was Deutschland jetzt braucht, ist eine einzige starke Partei, die die Volksgemeinschaft insgesamt verkörpert.

Chauvinismus
1. Wir sollten endlich wieder Mut zu einem starken Nationalgefühl haben.
2. Was unser Land heute braucht, ist ein hartes und energisches Durchsetzen deutscher Interessen gegenüber dem Ausland.
3. Das oberste Ziel der deutschen Politik sollte es sein, Deutschland die Macht und Geltung zu verschaffen, die ihm zusteht.

Ausländerfeindlichkeit
1. Die Ausländer kommen nur hierher, um unseren Sozialstaat auszunutzen.
2. Wenn Arbeitsplätze knapp werden, sollte man die Ausländer wieder in ihre Heimat zurückschicken.
3. Die Bundesrepublik ist durch die vielen Ausländer in einem gefährlichen Maß überfremdet.

Antisemitismus
1. Auch heute noch ist der Einfluss der Juden zu groß.
2. Die Juden arbeiten mehr als andere Menschen mit üblen Tricks, um das zu erreichen, was sie wollen.
3. Die Juden haben einfach etwas Besonderes und Eigentümliches an sich und passen nicht so recht zu uns.

Sozialdarwinismus
1. Wie in der Natur sollte sich in der Gesellschaft immer der Stärkere durchsetzen.
2. Eigentlich sind die Deutschen anderen Völkern von Natur aus überlegen.
3. Es gibt wertvolles und unwertes Leben.

Verharmlosung des Nationalsozialismus
1. Ohne Judenvernichtung würde man Hitler heute als großen Staatsmann ansehen.
2. Die Verbrechen des Nationalsozialismus sind in der Geschichtsschreibung weit übertrieben worden.
3. Der Nationalsozialismus hatte auch seine guten Seiten.

## Weiterentwicklung
Im Sommer 2001 befragte das Institut USUMA im Auftrag der Universität Leipzig 4005 Westdeutsche und 1020 Ostdeutsche aller Altersgruppen zu rechtsextremen Einstellungen. Mit zwei weiteren Umfragen der Universitäten Leipzig (2002; erste „Mitte“-Studie) und Berlin (2003; erweitert und veröffentlicht 2004) wurde die vereinbarte Messkonvention auf Zuverlässigkeit getestet.
Dabei zeigten die Ergebnisse erhebliche Unterschiede. Bei einer Folgekonferenz 2004 diskutierten die beteiligten zehn Experten mögliche Ursachen dafür, darunter die verschiedene Zahl der Fragen und möglichen Antworten, Position bzw. Verteilung der Fragen und die Wahl des Schwellenwertes einer Rechtsextremismusskala. Sie beschlossen, die Methoden hinsichtlich dieser Punkte zu vereinheitlichen, die sechs Dimensionen beizubehalten und die 30 Items auf ein bis drei trennscharfe Items pro Dimension zu verringern.
Bei den „Mitte“-Studien von 2004 und 2006 wurden drei kombinierte Items pro Dimension erprobt. Konträr zur Berliner Studie von 2003, die anderthalbmal so viele rechtsextrem eingestellte Ostdeutsche wie Westdeutsche ergeben hatte, ergab die Leipziger Studie von 2006 knapp sieben Prozent weniger rechtsextreme Ostdeutsche als Westdeutsche. Darum ließen die Initiatoren die Datensätze beider Studien vergleichen. Der damit beauftragte Sozial- und Politikwissenschaftler Joachim Kreis führte die Unterschiede teils auf die verschiedene Interviewsituation, teils darauf zurück, dass viele der 2006 befragten Ostdeutschen eher die von ihnen vermuteten sozial erwünschten Antworten der Testfragen angekreuzt hätten. Er bestätigte damit einige Kritikpunkte Klaus Schroeders an der Messmethode von 2006, betonte zugleich aber die generelle Zuverlässigkeit der 2001 bis 2004 vereinbarten Komponenten und Items.
2007/2008 ist vom Team um Oliver Decker und Elmar Brähler eine Gruppendiskussionsstudie als Bestandteil der „Mitte“-Studien durchgeführt worden, 2016 wurde zeitgleich zur Veröffentlichung der Leipziger „Mitte“-Studie eine fotodokumentarische Studie veröffentlicht.
Die neueren „Mitte“-Studien der Universität Leipzig setzen Fragebögen zur rechtsextremen Einstellung – Leipziger Form – von Oliver Decker und anderen (2013), zur Messung einer Diffamierung von Sinti und Roma, Flüchtlingen und Muslimen der Bielefelder Reihe Deutsche Zustände von Wilhelm Heitmeyer (2012) und solche zur Messung von Autoritarismus von Peter Schmidt, Karsten Stephan und Andrea Herrmann (1995), bzw. einen Auswahl der Items aus dem KAS-3 (Kurzskala Autoritarismus; Beierlein, Asbrock, Kauff & Schmidt 2014) ein. In die Studie von 2014 wurden zusätzlich Items zu den Dimensionen Islamfeindschaft, Abwertung von Asylbewerbern und Antiziganismus aufgenommen. Von 4386 in dieser Stichprobenauswahl gezogenen Interviewpartnern konnten 2432 Personen (54,8 Prozent) befragt werden. Bei der Sonntagsfrage, welche Partei die Befragten im Fall einer Bundestagswahl am folgenden Sonntag wählen würden, wurden neben den etablierten und rechtsextremen Parteien erstmals auch die Alternative für Deutschland (AfD) und die Piratenpartei in die Antwortmöglichkeiten einbezogen.

## Durchführung
Die „Mitte“-Studien der Universität Leipzig ermitteln Einstellungen deutscher Staatsbürger mit und ohne Migrationshintergrund ab einem Lebensalter von 14 Jahren. Sie verwenden eine repräsentative Zufallsstichprobe in einem dreistufigen Verfahren mit Gebietsauswahl (ADM-Design).
Für die repräsentativen Erhebungen der Studien wird seit 2002 das Meinungsforschungsinstitut USUMA von der Universität Leipzig beauftragt.

## Ergebnisse
Die Studien von 2002 bis 2022 ergaben folgende Prozentwerte zu den sechs Dimensionen:
| Dimension                             | 2002 | 2004 | 2006 | 2008 | 2010 | 2012 | 2014 | 2016 | 2018 | 2020 | 2022 |
| ------------------------------------- | ---- | ---- | ---- | ---- | ---- | ---- | ---- | ---- | ---- | ---- | ---- |
| Zahl der Befragten                    | 2051 | 2442 | 4872 | 2410 | 2411 | 2415 | 2432 | 2420 | 2416 | 2503 | 2522 |
| Ausländerfeindlichkeit                | 26,9 | 25,5 | 26,7 | 21,2 | 24,7 | 25,1 | 18,1 | 20,4 | 24,1 | 16,5 | 17,0 |
| Chauvinismus                          | 18,3 | 19,0 | 19,3 | 14,9 | 19,3 | 19,4 | 13,6 | 16,7 | 19,0 | 14,1 | 12,1 |
| Antisemitismus                        | 09,3 | 10,0 | 08,4 | 9,   | 08,7 | 08,6 | 05,1 | 04,8 | 04,4 | 03,6 | 03,2 |
| Diktatur-Befürwortung                 | 07,7 | 06,4 | 04,8 | 03,7 | 05,1 | 03,5 | 03,6 | 05,0 | 03,6 | 03,2 | 02,2 |
| Sozialdarwinismus                     | 05,2 | 06,4 | 04,5 | 03,1 | 03,9 | 04,3 | 02,9 | 03,4 | 03,2 | 02,1 | 01,8 |
| Verharmlosung des NS                  | 04,1 | 04,1 | 04,1 | 03,2 | 03,3 | 03,1 | 02,2 | 02,1 | 02,7 | 02,3 | 01,3 |
| Geschlossenes rechtsextremes Weltbild | 09,7 | 09,8 | 08,6 | 07,6 | 08,2 | 09,0 | 05,6 | 05,4 | 06,0 | 04,3 | 02,7 |
| Ost                                   | 08,1 | 08,3 | 06,6 | 07,9 | 10,5 | 15,8 | 07,4 | 07,6 | 08,5 | 09,5 | 02,1 |
| West                                  | 11,3 | 10,1 | 09,1 | 07,5 | 07,6 | 07,3 | 05,2 | 04,8 | 05,4 | 03,0 | 02,7 |

Insgesamt sank innerhalb des Untersuchungszeitraums die Zustimmung zu rechtsextremen Aussagen, und der Anteil der Befragten mit einem geschlossenen rechtsextremen Weltbild nahm ab. Oliver Decker gab in einer Pressemitteilung zur Vorstellung der Ergebnisse an: „Dabei wissen wir schon seit Jahren um den engen Zusammenhang von Wirtschaft und politischer Einstellung. Jetzt ist auch der Kontrast zu allen anderen Ländern in Europa sehr groß: das stabilisiert die Mitte der Gesellschaft.“
Die Wissenschaftler arbeiteten 2012 heraus, dass es „eine klare Grenze zwischen Religionskritik und Islamfeindschaft, die auf Ressentiments beruht“, gebe. Die Islamfeindschaft sei das neue „Gewand des Rassismus“. Es werde „nicht mehr biologistisch argumentiert, sondern die vermeintliche Rückständigkeit der islamischen Kultur thematisiert.“ Der „kulturalistische Rassismus“ breche „wichtige Tabus, wie schon von der Kommunikationslatenz des primären Antisemitismus bekannt.“
Ausländerfeindlichkeit ist bei den Bildungsgraden unterschiedlich ausgeprägt. Mehrheitlich existiert eine EU-Skepsis in der deutschen Bevölkerung, bei „stabiler“ Zustimmung zur Europäischen Union. Die Ergebnisse weisen ein innerdeutsches Ost-West-Gefälle auf.
Mit den Ergebnissen der 2016 Erhebung wurde die gesellschaftliche Entwicklung von den Autoren als „Polarisierung“ und „Radikalisierung“ bezeichnet. In einem Vergleich der von ihnen ermittelten politischen Milieus der Jahre 2010 und 2016 kommen sie zu dem Ergebnis, dass die autoritär-antidemokratischen Milieus im Vergleich der Dekade nicht größer geworden seien. Im Gegenteil würden mehr Menschen in Milieus mit demokratischen Normen leben. Allerdings hätten sich die autoritären Milieus radikalisiert, würden stärker als bisher Gewalt als Mittel der politischen Auseinandersetzung befürworten. Gleichzeitig würde der gemessene Vertrauensverlust der gesellschaftlichen und Verfassungsinstitutionen einen Legitimationsverlust des demokratischen Systems kennzeichnen.
Ein Ergebnis der im Rahmen der Leipziger „Mitte“-Studien durchgeführten Gruppendiskussionsstudie wurde von den Autoren die Funktion einer starken Wirtschaft in Deutschland als „narzisstische Plombe“ hervorgehoben. Zuletzt mündet dies in die Formulierung eines „sekundären Autoritarismus“, um die autoritäre Dynamik in der Bundesrepublik zu kennzeichnen. Kennzeichnend ist, dass sie zwar ohne eine Führerfigur auskommt, aber mit der „starken deutschen Wirtschaft“ weiterhin die Identifikation mit einem Objekt von Macht und Stärke gestattet, das gleichzeitig Unterwerfung unter seine Regeln einfordern kann. Dabei spielt eine große Rolle, dass ein erstes „Deutsches Wirtschaftswunder“ bereits 1936 festgestellt wurde und dasselbe zum Gründungsmythos der Bundesrepublik Deutschland gehört.
Die Ergebnisse werden durch die Forschung, die Massenmedien und Informationsmedien zum Rechtsextremismus aufgegriffen.

## Kritik

### An Studie aus dem Jahr 2006
Der Berliner Politikwissenschaftler Klaus Schroeder kritisierte in einem durch die Bayerische Landeszentrale für Politische Bildung im Jahr 2006 in Auftrag gegebenen Gutachten an der „Mitte“-Studie, „dass das Ergebnis durch die gewählte Vorgehensweise gleichsam programmiert ist. Viele Fragen sind missverständlich oder zu pauschal formuliert und können von den Befragten falsch verstanden oder nur unzulänglich beantwortet werden. Außerdem werden in dieser wie in anderen einschlägigen Untersuchungen auch Antworten erwartet, die an der Lebenswirklichkeit vorbeigehen oder vor allem das Selbstbild der Fragesteller reproduzieren.“

### An Studie aus dem Jahr 2010
In einem Kommentar bezeichnete Schroeder die „Mitte“-Studie von 2010 als nicht seriös. Sie sei „eine offen ausgesprochene linke Kampfschrift gegen liberale und konservative Auffassungen und die hiesige Gesellschaftsordnung. Die staatstragenden Kräfte – die soziale und politische Mitte –, die den Sozialstaat finanzieren, sich für den Zusammenhalt der Gesellschaft einsetzen und überdurchschnittlich häufig ehrenamtlich tätig sind, werden als extremistisch diffamiert.“ Joachim Kreis vom Otto-Stammer-Zentrum an der Freien Universität Berlin befand in einer vergleichenden Untersuchung, Schroeders Kritik leide unter unzureichenden Kenntnissen der Methodik empirischer Sozialforschung und der Diskussion unter Forschenden, welche rechtsextreme Einstellung anhand repräsentativer Befragungen zu messen versuchten. Schroeder arbeite mit „nicht zu belegenden Unterstellungen und einer fast schon böswillig zu nennenden Lesart“ der Studie und es könne der Eindruck entstehen, „Schroeders Kritik unterliege verschwörungstheoretischem Denken“.
Auf einer Veranstaltung der Landesämter für Verfassungsschutz Sachsen und Brandenburg kommentierte der Extremismusforscher und Eckehard-Jesse-Schüler Uwe Backes: „Die Verfasser der Studie werfen in ihrem Einleitungskapitel (‚Die Ergebnisse der ‚Mitte-Studien‘ 2002–2010 zu rechtsextremen Einstellungen und Strukturen‘) Fragen auf, äußern Vermutungen und legen Verbindungen nahe, die beim Leser den Eindruck erwecken, sie seien aus den empirischen Befunden der Studie gewonnen. Sie nehmen den Skandal um die späte Aufdeckung der Mordserie eines ‚Nationalsozialistischen Untergrundes‘ (NSU) zum Anlass für allerlei Spekulationen.“ Backes verzichtet auf eine Würdigung der empirisch gewonnenen Befunde auf der Einstellungsebene, die ihm zufolge „keineswegs pauschal in Zweifel gezogen werden sollen“, weist aber unter anderem auf die erhebliche Differenz zwischen Einstellungen und Handlungen hin und thematisiert die weitgehende Unbestimmtheit des Begriffs der „Mitte“.

### An Studie aus dem Jahr 2012
Die Politologinnen der Konrad-Adenauer-Stiftung (KAS) Viola Neu und Sabine Pokorny kritisieren im Auftrag der KAS die Studie aus verschiedenen Gründen: Zum einen sei die Fundierung auf das Konzept eines „Extremismus der Mitte“ problematisch: Mit diesem Terminus hatte der amerikanische Soziologe Seymour Martin Lipset 1958 versucht, den Faschismus zu fassen, den er vom Rechtsextremismus (als Extremismus der Oberschicht) und vom Linksextremismus (als Extremismus der Unterschicht) abgrenzte. Für die Autoren der Studie aber seien Rechtsextremismus und Extremismus der Mitte deckungsgleich. Zum anderen lasse sich kaum empirisch definieren, wo die Mitte denn liege. Die Autoren der „Mitte“-Studien zögen für ihr Schichtenmodell Beruf, Einkommen und Bildungsniveau heran. Diese Sozialindikatoren hätten aber bei arbeitslosen Akademikern, Studenten, Hausfrauen usw. wenig Aussagekraft. In avancierteren soziologischen Ansätzen wie dem Milieu-Modell sei eine gesellschaftliche Mitte noch schwieriger auszumachen. Ähnliches gelte für die politische Mitte: Deren Ränder ließen sich nicht trennscharf bestimmen, zumal sie auch einem stetigen Wandel unterworfen sei. Drittens würden die empirischen Befunde der „Mitte“-Studien deren eigenen Interpretationen widersprechen. So hätte die „Mitte“-Studie von 2012 behauptet, in der Mitte seien „rechtsextreme Einstellung, autoritäre Phantasien und mangelndes demokratisches Bewusstsein weit verbreitet“. Die soziologischen Befunde zeigten dagegen, dass diese Phänomene deutlich stärker in einkommensschwächeren Bevölkerungsgruppen verbreitet seien. Die soziale Mitte weise dagegen „sowohl beim Rechtsextremismus als auch bei Gruppenbezogener Menschenfeindlichkeit die geringste Anfälligkeit auf.“ Ähnliches gelte auch für die politische Mitte. Bei Menschen, die sich dort verorteten, seien die Zustimmungswerte zu chauvinistischen, antisemitischen oder anderen rechtsextremen Aussagen immer deutlich niedriger als bei Menschen, die sich politisch rechts einordneten. Neu und Pokorny kommen daher zu dem Schluss: „Die Daten der aktuellen ‚Mitte‘-Studien können somit die These nicht bestätigen, dass Rechtsextremismus vor allem ein Phänomen der gesellschaftlichen und politischen Mitte sei.“

### An Studie aus dem Jahr 2016
Klaus Schroeder bezeichnete den Titel der „Mitte“-Studie 2016 „Die enthemmte Mitte“ als reißerisch und nicht von der Studie gedeckt. Die Studie beziffere den Prozentsatz der Bürger mit einem geschlossenen rechtsextremen Weltbild mit 5 % und das sei der niedrigste je in einer solchen Studie ermittelte Wert. Generalisierende Suggestivfragen würden zudem auf eine interessengeleitete Forschung hindeuten. Fragen wie „Die Ausländer kommen nur hierher, um unseren Sozialstaat auszunutzen“, „Ich fühle mich durch die vielen Muslime manchmal fremd im eigenen Land“ und „Muslimen sollte die Zuwanderung untersagt werden“ ließen keine differenzierten Antworten zu. Wäre eine differenzierte Antwort möglich, würden die Bürger differenzierter antworten.
Der Redakteur der Frankfurter Allgemeinen Zeitung Jasper von Altenbockum kritisiert in einem Kommentar der Tageszeitung, dass die „Mitte“-Studie der Universität Leipzig von 2016 den Rückgang der Zustimmungswerte bei eindeutig rechtsextremen Thesen im Bereich Antisemitismus oder Verharmlosung des Nationalsozialismus durch Einführung neuer Fragen zu kompensieren versuche, um doch noch „dramatische Neuigkeiten zu produzieren“. Jeder, der die Frage: „Bei der Prüfung von Asylanträgen sollte der Staat nicht großzügig sein“ mit „eher“ oder „voll und ganz“ bejahe, werde bereits als „Fremdenfeind“ gezählt. Die Frage: „Ich würde selbst nie körperliche Gewalt anwenden. Aber ich finde es gut, wenn es Leute gibt, die auf diese Weise für Ordnung sorgen“, müsse man nach von Altenbockum bejahen, wenn man Polizeischutz befürworte, deshalb mache seiner Meinung diese Antwort den Befragten nicht zum potentiellen Gewalttäter. Die Frage: „Ich bin in bestimmten Situationen durchaus bereit, auch körperliche Gewalt anzuwenden, um meine Interessen durchzusetzen“, umfasse auch legitime Gründe wie Notwehr oder Nothilfe.
Die Projektleiter der Studie entgegneten, der Titel „Die enthemmte Mitte“ werde von ihnen nicht mit der Zunahme antidemokratischer Einstellung begründet, sondern mit der Radikalisierung bestimmter politischer Milieus. So wachse bei Menschen mit rechtsextremer Einstellung die Bereitschaft, selbst Gewalt in politischen Auseinandersetzungen anzuwenden oder diese zu unterstützen. Zu den Vorwürfen gegen den Fragebogen betonten die Projektleiter, dieser sei das Ergebnis einer Konferenz führender Politikwissenschaftler. Hierfür seien Aussagen herangezogen worden, die bereits in anderen Untersuchungen seit Jahren eingesetzt worden seien und auch immer noch eingesetzt würden. Eine teststatistische Überprüfung des Fragebogens belege seine Güte.

### An Studie aus dem Jahr 2018
Der Politikwissenschaftler Eckhard Jesse sah im Januar 2019 auch in der neuen Studie die Formulierung der Aussagen im Fragenkatalog als problematisch an. Sie führten zu einem hohen Anteil an Zustimmung. Weiter konstatierte Jesse, die Kernthese der Autoren vom Rechtsextremismus in der „Mitte der Gesellschaft“ sei durch die Empirie nicht gedeckt. Wer etwa der Hälfte der 18 Aussagen „voll und ganz“ zustimmte, die als rechtsextremistisch gelten, aber die andere Hälfte „überwiegend“ ablehnte, gelte bei den Forschen bereits als jemand mit einem geschlossen rechtsextremen Weltbild. Auch fragte Jesse, ob man jemandem gleich die „Abwertung von Asylbewerbern“ unterstellen könne, nur weil die Person der Aussage zustimmt, nach der der Staat bei der Prüfung von Asylanträgen nicht großzügig sein solle. Oliver Decker hatte zudem zur Untermauerung der Praktik, sich nur auf Rechtsextremismus zu konzentrieren, angeführt, die Gewalt von Rechts habe andere Dimensionen, und sich auf eine Statistik von Hassverbrechen berufen (7180 Fälle von rechts, 44 von links), der Eckhard Jesse eine „tatsächliche“ Statistik von Gewalttaten (1054 von rechts, 1648 von links) gegenübergestellt.

### Studienübergreifende Kritik
Eckhard Jesse (2013) hält seinerseits die Rechtsextremismusdefinition und die sechs Dimensionen für „schlüssig“. Anderseits zweifelt er die Validität und Trennschärfe einiger Items an und kritisiert Suggestivfragen – eine Kritik am Fragebogen, die mittlerweile jedoch empirisch widerlegt ist. Zudem meint er, dass Linksextremismus von den Autoren geleugnet werde. Jesse verteidigt die Extremismusforschung in seinem Beitrag und hält den Vertretern des Mitte-Begriffs eine unvernünftige Ausweitung des Rechtsextremismuspotenzials vor. Die Ergebnisse seien unterm Strich „unhaltbar“. Ein „geschlossenes rechtsextremes Weltbild“ sei hier vorschnell ermittelt worden und es fehlte an einer vollständigen Abdeckung des Syndroms. Jesse schloss mit: „Rechtsextremisten dürfen nicht böse darüber sein, durch Interpretationen wie sie die Leipziger Forschergruppe bietet, in die ‚Mitte‘ gerückt zu werden. Was ihnen im politischen Alltag nicht gelingt, schaffen Sozialwissenschaftler mit ihrer ‚ideologisch geleiteten‘, ‚analytisch irreführenden‘ und ‚inhaltlich fragwürdigen‘ Vorgehensweise.“

## Veröffentlichte Studien
- Matthias Claus Angermeyer, Elmar Brähler: Rechtsextremistische Einstellungen in Deutschland – Ergebnisse einer repräsentativen Erhebung im Sommer 2001. In: Verhaltenstherapie und Psychosoziale Praxis, Jg. 34, Nr. 4, S. 847–857.
- Oliver Decker, Oskar Niedermayer, Elmar Brähler: Rechtsextreme Einstellungen in Deutschland. Ergebnisse einer repräsentativen Erhebung im April 2002. In: Zeitschrift für Psychotraumatologie und Psychologische Medizin, Jg. 1, S. 65–77.
- Oskar Niedermayer, Elmar Brähler: Rechtsextreme Einstellungen in Deutschland – Ergebnisse einer repräsentativen Erhebung im April 2002. Arbeitshefte aus dem Otto-Stammer-Zentrum Nr. 6, Berlin/Leipzig 2002 (PDF).
- Oliver Decker, Elmar Brähler: Rechtsextreme Einstellungen in Deutschland 2004. In: Aus Politik und Zeitgeschichte 42/2005, S. 8–17.
- Oliver Decker, Elmar Brähler: Vom Rand zur Mitte. Rechtsextreme Einstellung und ihre Einflussfaktoren in Deutschland. Friedrich-Ebert-Stiftung, Berlin 2006, ISBN 978-3-89892-566-2 (PDF).
- Oliver Decker, Katharina Rothe, Marliese Weissmann, Norman Geißler, Elmar Brähler: Ein Blick in die Mitte. Gruppendiskussionsstudie zur Entstehung der rechtsextremem Einstellung. Friedrich-Ebert-Stiftung, Berlin 2008, ISBN 978-3-89892-920-2 (PDF).
- Oliver Decker, Johannes Kiess, Elmar Brähler: Bewegung in der Mitte: Rechtsextreme Einstellungen in Deutschland 2008. Mit einem Vergleich von 2002 bis 2008 und der Bundesländer. Friedrich-Ebert-Stiftung, Berlin 2008, ISBN 978-3-86872-002-0 (PDF).
- Oliver Decker, Johannes Kiess, Marliese Weißmann, Elmar Brähler: Die Mitte in der Krise: Rechtsextreme Einstellungen in Deutschland 2010. Zu Klampen, Springe 2012, ISBN 978-3-86872-469-1 (PDF).
- Oliver Decker, Johannes Kiess, Elmar Brähler: Die Mitte im Umbruch: Rechtsextreme Einstellungen in Deutschland 2012. Dietz, Bonn 2012, ISBN 978-3-8012-0429-7 (PDF).
- Oliver Decker, Johannes Kiess, Elmar Brähler: Die stabilisierte Mitte. Rechtsextreme Einstellung in Deutschland 2014. Leipzig 2014 (PDF).
- Oliver Decker, Johannes Kiess, Elmar Brähler: Die enthemmte Mitte. Autoritäre und rechtsextreme Einstellung in Deutschland. Psychosozial-Verlag, Gießen 2016, ISBN 978-3-8379-2630-9 (PDF).
- Oliver Decker, Elmar Brähler: Flucht ins Autoritäre. Rechtsextreme Dynamiken in der Mitte der Gesellschaft. Psychosozial-Verlag, Gießen 2018, ISBN 978-3-8379-2820-4 (Print) / ISBN 978-3-8379-7461-4 (E-Book) (PDF).